# エディ・クーンツ
エドワード・コーリー・クーンツ（Edward Cory Kunz, 1986年4月8日 - ）は、アメリカ合衆国・オレゴン州ポートランド出身のプロ野球選手（投手）。右投右打。

## 経歴
パークローズ高等学校在籍時は、野球の他にアメリカンフットボールとバスケットボールをしていた。
2007年のMLBドラフトでニューヨーク・メッツから1巡目（全体42位）で指名され、8月24日に契約を結んだ。
2008年8月3日のヒューストン・アストロズ戦でメジャーデビューを果たした。最終的に4試合に登板するも2 2/3を投げて4失点、防御率13.50と結果を残せなった。
2010年11月5日に傘下のAAA級バッファロー・バイソンズへ降格した。
2011年3月29日にアラン・ダイクストラとのトレードでサンディエゴ・パドレスへ移籍した。
2013年3月20日に解雇された。

## 詳細情報

### 背番号
- 44 (2008年)